# Пхра Патом Чеди

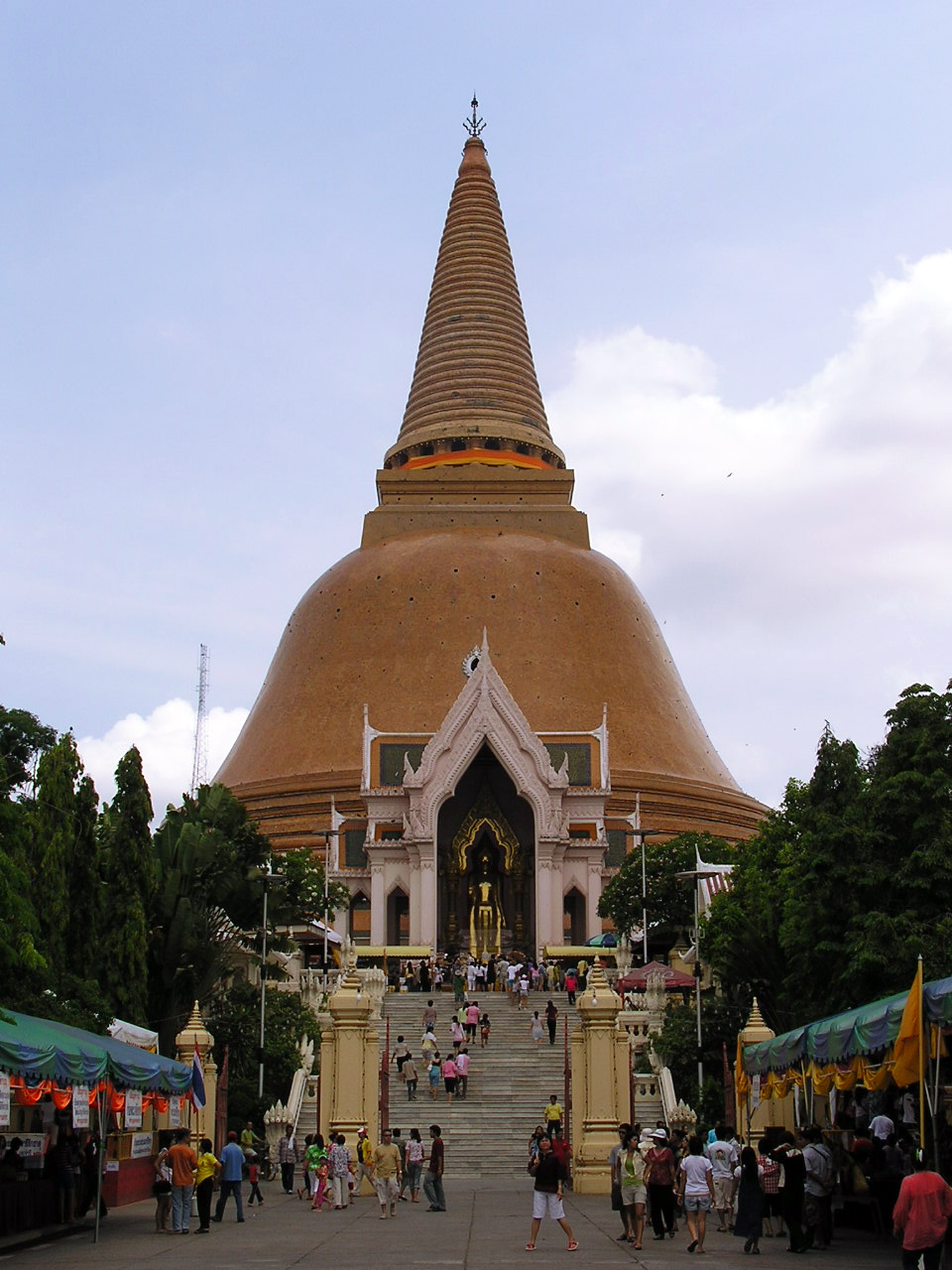
Пхра Патом Чеди

Пхра Патом Чеди или Пхра Патхом Чеди (тайск. พระปฐมเจดีย์) — буддийская ступа высотой 127 метров. Находится в 56 км от Бангкока в городе Накхонпатхом, центре одноимённой провинции.

## Описание
Пхра Патом Чеди представляет из себя колоколообразную ступу с коническим зонтичным шпилем. К ней примыкает храмовая постройка с открытым павильоном. В настоящее время ступа является одним из главных мест паломничества в Таиланде.
Пхра Патом Чеди означает «Святая Ступа Начала», но пока ученые так и не пришли к общему мнению о происхождении названия.
Также ступа изображена на гербе провинции Накхонпатхом.

## История
Ступа относится к периоду Дваравати. Источников о ее строительстве не сохранилось. Впервые о ступе упоминается в буддийском писании 675 года, однако археологические находки датируются IV веком. Современные историки считают, что ступа была одной из основных ступ древнего Накхонпатома, крупнейшего поселения культуры Дваравати в период с 6 по 8 века.
После того, как кхмерская империя аннексировала Дваравати,ступа была перестроена в Кхмерском стиле с добавлением пранга на вершину. После Аноратха из Паганского царства вторгся и разграбил древний Накхонпатхом. Тогда город и ступа были заброшены и позднее заросли джунглями.
Когда будущий король Таиланда Монгкут был в монашестве, он несколько раз посетил руины ступы. Став королём, приказал отстроить новую, более великолепную ступу на месте старых руин. Строительство началось в 1853 году, и было окончено в 1870 году. Населению окрестностей было приказано переехать в новый город, построенный вокруг ступы. Строительство зонтичного шпиля было завершено при короле Чулалонгкорне. В XX веке храм несколько раз реставрировался. Последний раз в 2011 году.

## Версии
Согласно археологическим исследованиям, считается что Пхра Патом Чеди была построена задолго до того времени, когда туда пришли тайцы, в период между II веком до н. э. и V веком н. э., в память о первых буддийских миссионерах прибывших из Индии в III веке до н. э. по указанию Ашоки. В то время на этой территории процветало государство Дваравати вплоть до XI века со столицей в Накхонпатхоме. Где и была построена огромная чеди как символ величия государства.

## Достопримечательности
- Phra Ruang Rojanaridhi — король Вачиравудх (Рама VI.) в 1909 году, будучи принцем, из провинции Сукхотхай привез разрушенную золотую статую Будды, у которой уцелели только голова, руки и ноги. Он поручил восстановить её, и в 1913 году она была отлита в вате Пхо в Бангкоке. И 2 ноября 1915 года король Вачиравудх установил статую в северной части храма (Вихан Тхит) и дал ей название Phra Ruang Rojanaridhi Sri Indarathita Dharmobas Maha Vajiravudha Rajapujaniya Borpitra. Позднее останки короля были захоронены у основания статуи.
- Phra Puttha Narachet — статуя сидящего Будды в позе Витарка-Мудра из белого камня эпохи Дваравати, расположенной у южного входа к ступе. Высота статуи 3.76 метра.
- Модель оригинальной Чеди — выглядит как колоколообразная ступа, похожая на ступы из Санчи и кхмерские пранги. Находится у южного входа.
- Музей — находится на восточной стороне. В музеи представлены археологические находки эпохи Дваравати, найденные в провинции Накхонпатхом. Например каменные «Колеса Закона» VII—VIII вв. найденные у вата Чулапратхон.

## Галерея

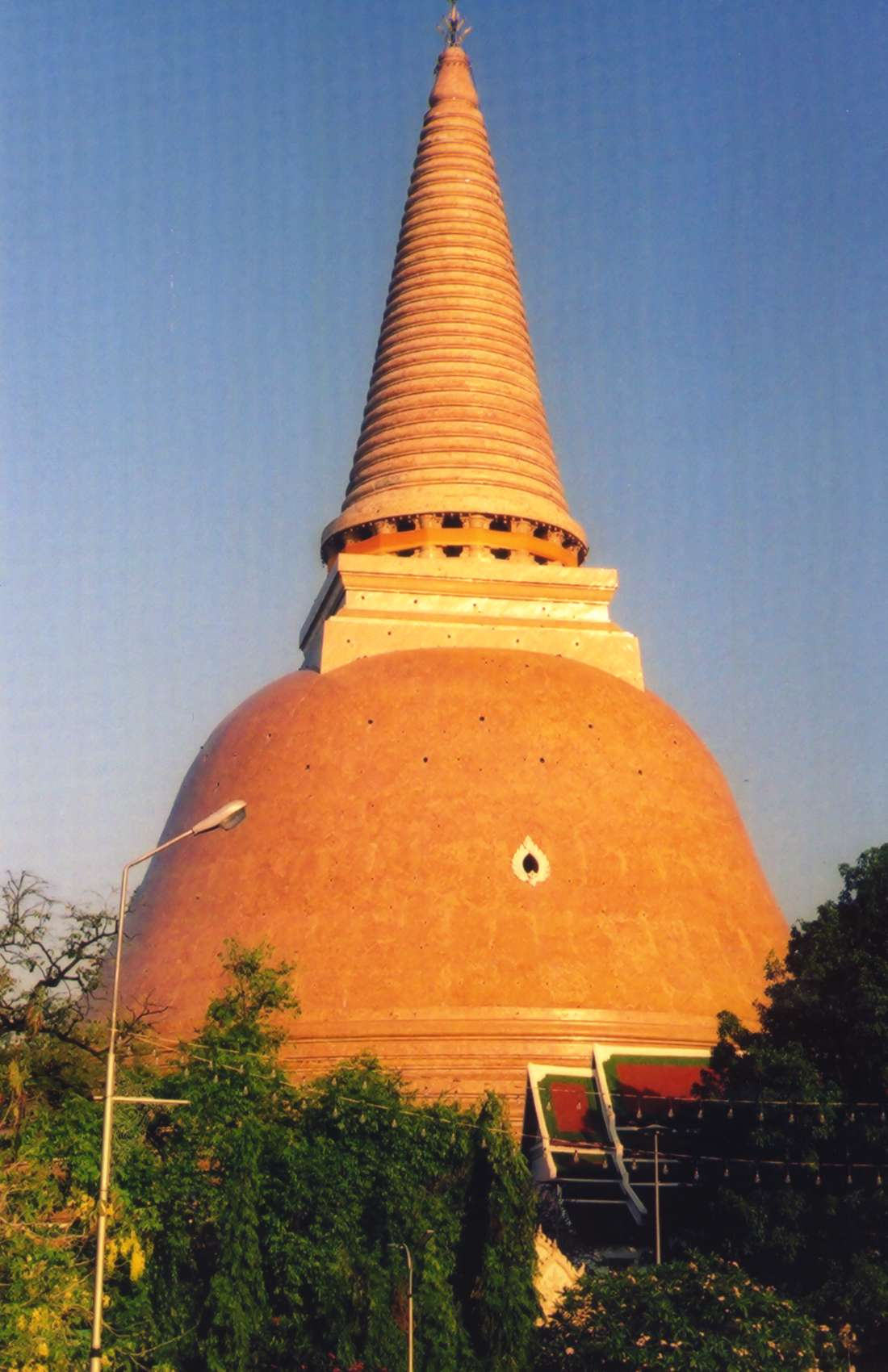
Пхра Патом Чеди
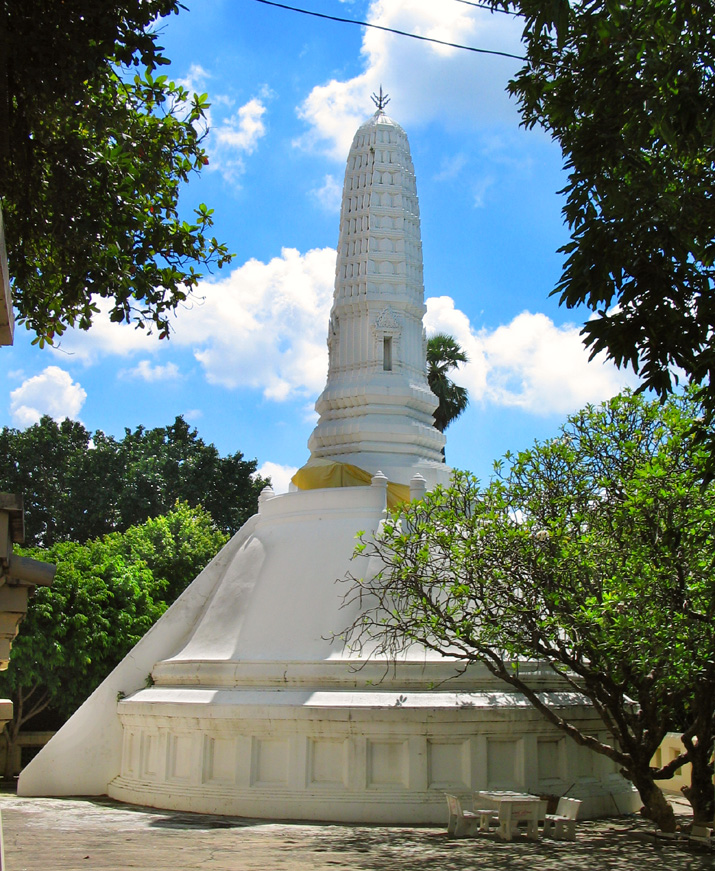
Модель оригинальной ступы
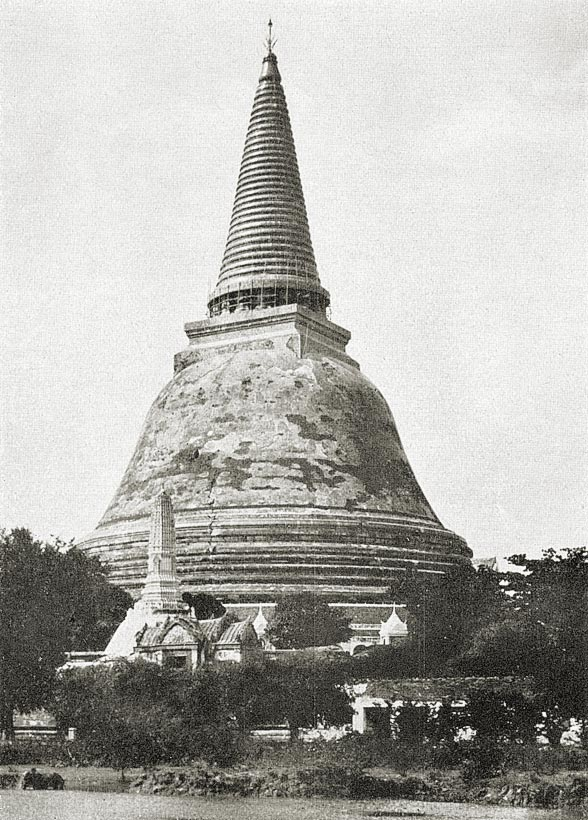
Пхра Патом Чеди в 1925 году
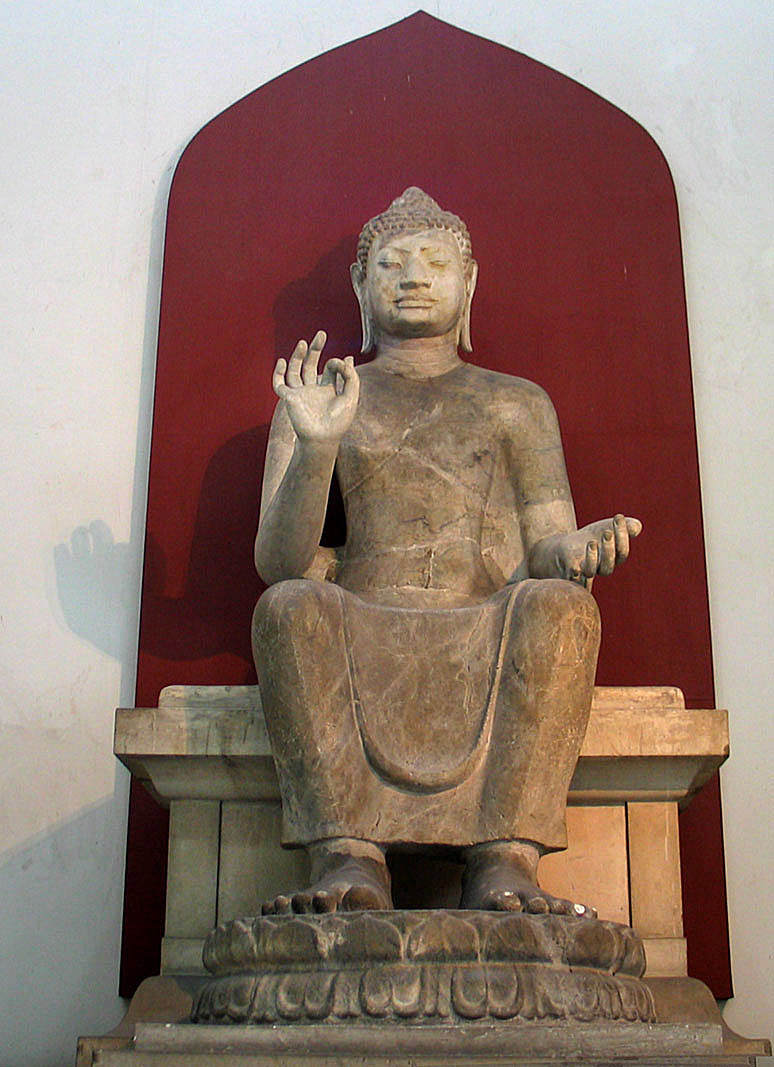
Сидящий Будда «Phra Puttha Narachet». Стиль эпохи Дваравати.
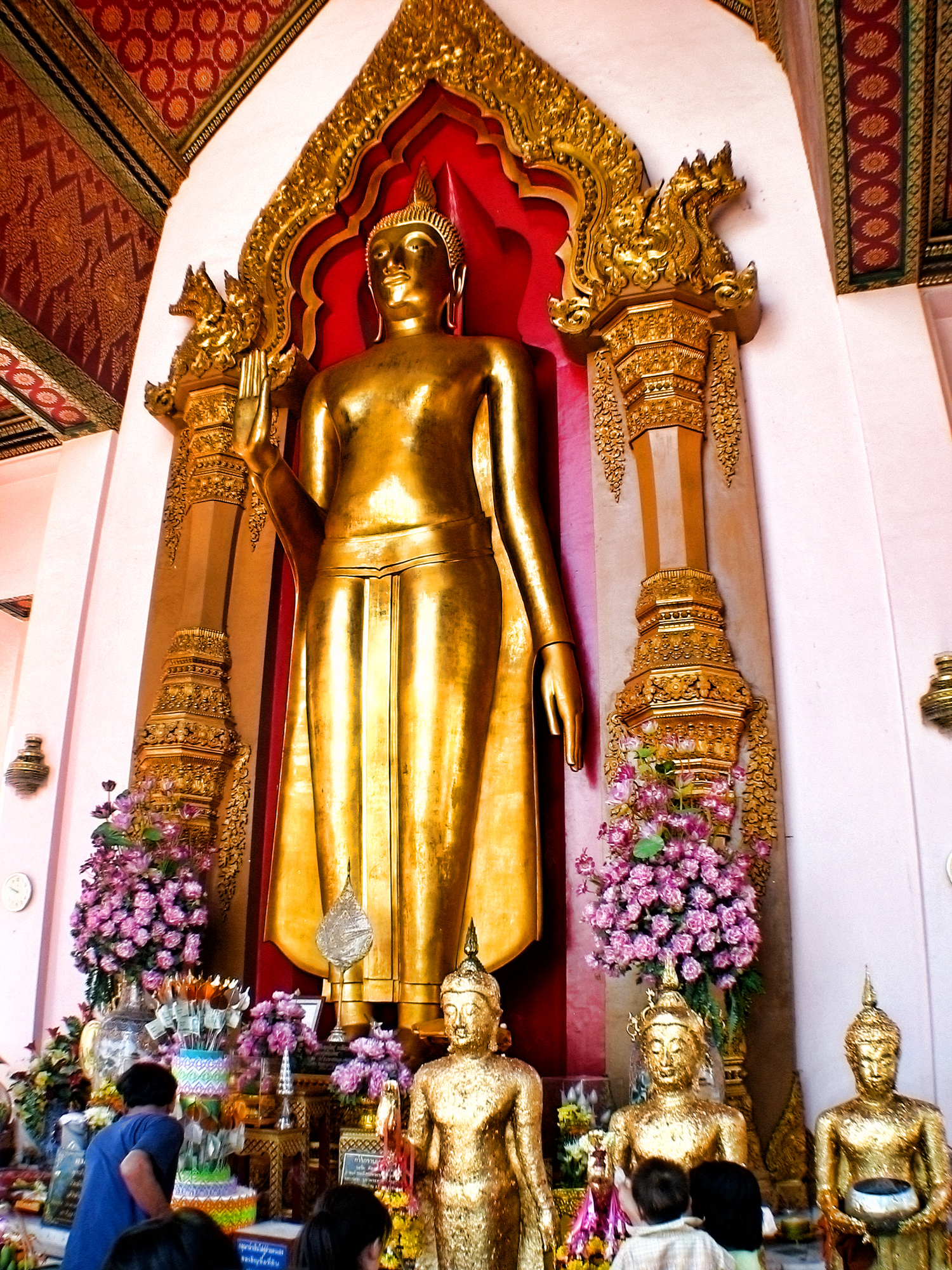
Статуя Будды «Phra Ruang Rojanaridhi»